# Josip Jović (novinar)
Josip Jović (Imotski, 1950.), hrvatski je novinar i publicist.

## Životopis
Josip Jović rodio se u Imotskom 1950. godine. Tijekom godina pisao je članke, izvješća, političke komentare, razgovore, reportaže u Imotskoj krajini, Slobodnoj Dalmaciji, Nedjeljnoj Dalmaciji, Vjesniku, Danasu, Panorami, Hrvatskom tjedniku, TRN-u, Novom listu, Slobodnoj BiH, a na televiziji je djelovao na HRT-u te u hrvatskim programima radijskih postaja u Berlinu, Clevelandu i Melbourneu. Bio je glavnim urednikom Imotske krajine, Panorame, Slobodne BiH i Slobodne Dalmacije gdje je djelovao i kao partijski sekretar. Od početka se iskazao kao pismeni i inteligentni novinar. U drugoj polovici 1980-ih, nedvojbeno je spadao u (naj)liberalnije novinare u Hrvatskoj, a članci su mu remetili ustajalost tadašnje hrvatske šutnje koju su iskazivali i najmoćniji dužnosnici u Hrvatskoj, u to doba kad je velikosrpska klika na čelu sa Slobodanom Miloševićem bila u usponu.
U svojim radovima tijekom 1990-ih, nije pisao poput drugih kritičara hrvatske državne politike, jer su mu kritike bile upućene u sasvim drugom pravcu.
Ipak ni kao takav, nije bio mezimcem hrvatskih vlasti otkako se Hrvatska osamostalila. Neslaganje ondašnjih vlasti s njegovom kritičnosti prema nepravednostima hrvatskog društva najbolje oslikava kada su mu državna tijela pomalo pakosno zatvorila uredništvo "Panorame" sredinom 1990-ih pod izlikom - "sanitarnih razloga".[nedostaje izvor] U nemilost državnog poglavara došao je prvenstveno zbog šibanja po očitim deformacijama sustava, koji je pogodovao pohlepnim udvoricama. Tako ni epizodu u tjedniku Panorami nije mogao mirno dovršiti.
Kada je bio na mjestu urednika u Slobodnoj Dalmaciji 1995. godine, bio je jedini među tiskovinama bliskih HDZ-u koji nije bio odlikovan za Dan hrvatske neovisnosti, a dapače nije niti bio pozvan kod predsjednika Tuđmana na susret s novinarima. Uprava novina nije dobro primila njegov komentar na televiziji kako nije bilo potrebe za prijevremenim izborima. Prema upućenima, nakon što je komentirao u Slobodnoj Dalmaciji blamažu od izbora na kojima je Branko Mikša pobijedio Ivu Škrabala, usporedivši to s jednim davnim slučajem kad je Dinamo morao po političkoj odluci izgubiti utakmicu od podgoričke Budućnosti, to je bio razlog za smjenu na mjestu urednika.

## Haaški tribunal
Tužiteljstvo Haaškog tribunala ga je rujna 2005. optužilo " za ometanje pravde i kršenje naloga Haškog suda, zbog objave identiteta i iskaza zaštićenog svjedoka Stjepana Mesića (na suđenju Blaškiću) prije šest godina te zbog toga što je nastavio objavljivati izvatke iz transkripta svjedočenja koje je svjedok iznio na zatvorenoj sjednici nakon što mu je Međunarodni sud naložio da prestane." Identitet tajnog svjedoka i svjedokove sudske izjave izašle su u hrvatsku javnost i drugim kanalima, uključujući i izjave koje je svjedok i prije svjedočenja bio javno rekao, i Tribunal je protiv još nekih hrvatskih novinara bio podigao optužnice. Optužba je bila u vrijeme dok se hrvatski general Ante Gotovina godinama skrivao od uhićenja po nalogu Tribunala, uz pritiske s raznih strana.
Jović se nije odazvao pozivu Haaškog tribunala, nego je poštivao hrvatske zakone i čekao odluku hrvatskog pravosuđa, koje je tada kao i Hrvatska bilo izloženo višegodišnjem snažnom međunarodnom političkom pritisku. Jović se nije pojavio u Haagu u određeno vrijeme da bi se izjasnio o krivnji, pa je Tribunal izdao nalog za uhićenje. Iz Haaga je diplomatskom poštom nalog za Jovićevim uhićenjem putovao Ministarstvu pravosuđa i zaprimljen je u ponedjeljak 3. listopada i istoga dana proslijeđen Županijskom sudu u Splitu; Jović je očekivao odbijanje naloga, naglasivši da djela koja mu se stavljaju na teret po Statutu Haaškog suda nisu u nadležnosti Tribunala. Županijski sud je policiji 6. listopada (uoči Dana neovisnosti) izdao dovedbeni nalog i Joviću odredio pritvor. Spis o uhićenju nosio je oznake tajnosti i stroge povjerljivosti. Policija je realizirala u par sati dovedbeni nalog, korektno i diskretno došla po Jovića, poštujući mu dostojanstvo (nije mu stavila lisičine na ruke) i odvezla ga u istražni zatvor na Bilice. Prema izjavi obrane, Jović je bio odveden a da obrana nije dobila rješenje o pritvoru. Jović je pokazao snažno poštovanje hrvatskom pravosuđu, izjavivši istražnom sucu Županijskog suda rekao da će prvim zrakoplovom poći u Haag ako hrvatsko pravosuđe donese takvu pravomoćnu odluku, odnosno ako odluči da postoje uvjeti za izručenje.
Branitelji su istakli da se ne bi smjelo izručiti Jovića mimo zakonskih propisa i pravomoćne odluke domaćih sudova jer bi to predstavljalo gaženje Ustava, a naglasili su da nepoštovanje suda nije kazneno djelo, a bez kaznenog djela nema ni gonjenja. Hrvatsko novinarsko društvo (u priopćenju što ga je uputio predsjednik Društva Dragutin Lučić), premda čudne izjave da se Jović trebao odazvati Tribunalu, konzultiralo se sa Svjetskom i Europskom novinarskom federacijom (IFJ/EFJ), pozvalo Tribunal u Haagu razmotriti mogućnost obustave postupka protiv Jovića i drugih optuženih hrvatskih novinara, i HND je istakao da se na Jovićevom primjeru vidi da bi u složenim slučajevima profesionalno-etičke prirode bilo dobro da o mogućim propustima odlučuju kolege po struci, a ne sudovi, i stoga HND odbacuje praksu uhićenja novinara zbog objavljenih tekstova, te su u HND-u izjavili da drže "kako svaki novinar ima pravo na priziv savjesti i građanski neposluh, što za sobom povlači i rizik kaznenog gonjenja". Među ostalima, Joviću se na stranu stavio i Ivica Račan, saborski zastupnik SDP-a i predsjednik te stranke, istaknuvši da su "optužba i obveza da se brani u Haagu nepravedni", ali "da nema drugog načina do toga" i iskazao je vjeru u laku obranu, jer je tužiteljstvo "samo jedna strana u sporu".
Optuženi Jović bio je pritvoren; znakovita je bila šutnja Vijeća za medije HHO-a te hrvatskog PEN-a, a stav vodećih hrvatskih medija i nevladinih udruga pokazao je čudan odnos prema zaštiti slobode javne riječi u Hrvatskoj. Skupina uglednih novinara listopada 2005. solidarizirala se s Josipom Jovićem putem apela javnosti, izrazivši zabrinutost zbog "politikantskog ponašanja Hrvatskog novinarskog društva", i solidarni kolege branili su Jovića pozivajući se na činjenicu da je Tribunal pokrenut radi progona ratnih zločinaca, a ne novinara koji su izvješćivali o radu Tribunala, te da je Jović bio u cilju iznošenja istine i da je time branio ustavno pravo iz u čl. 38 Ustava Republike Hrvatske "Zabranjuje se cenzura. Novinari imaju pravo na slobodu izvješćivanja i pristup informaciji", podsjetivši i na Ustavni zakon Republike Hrvatske, čl. 3. stavak 1. da će Republika Hrvatska udovoljiti zahtjevu za suradnju s Međunarodnim kaznenim sudom "ako taj zahtjev nije u suprotnosti s Ustavom Republike Hrvatske", te da je Jović branio profesionalno pravo o istinitom informiranju javnosti. Njegov postupak bio je u cilju iznošenja istine, i uz to se radilo o objavljivanju prethodno objavljenog svjedočenja.
Bio je pritvoren nedugo nakon podignute optužnice i čekalo se odluku hrvatskoga pravosuđa o izručenju Jovića Tribunalu. Potpredsjednica Hrvatske kuće, nevladine udruge sa sjedištem u prijestolnici SAD-a, koja promiče hrvatsku kulturu i hrvatske interese u Americu, Danica Ramljak, ugledna hrvatska znanstvenica iz Washingtona, vrlo brzo je nakon podignute optužnice, listopada 2005. lobirala i tražila način da bi se u američkom Kongresu postavilo pitanje slučaja pritvorenog Jovića. Jović je odluku o zahtjevu Haaškog tribunala za predaju čekao u pritvoru na Bilicama.
Odluka Tribunala od 30. kolovoza 2006. godine bila je da je osuđen zbog "nepoštovanja" Haaškog tribunala na kaznu od 20.000 eura. Prema odluci Raspravnog vijeća stoji da je iskazao "naročito flagrantno" nepoštovanje Tribunala i "krajnji prijezir" prema Tribunalu, budući je objavio identitet i iskaz Stjepana Mesića, zaštićenog svjedoka. Slobodna Dalmacija je izjavila da će platiti kaznu za svoga novinara. Jović je bio najavio žalbu jer je "sudsko vijeće u obrazloženju presude u cjelosti preuzelo kvalifikacije iz optužnice, što se do sada nije nikada dogodilo" te da "sudsko vijeće i tužiteljstvo djeluju kao jedno tijelo i teško je govoriti o podijeljenosti tih funkcija, jer djeluje kao da je sve unaprijed dogovoreno, tako da teško da sam mogao očekivati drugačiju kaznu".

## Djela
- Dogmi usprkos, Split-Imotski, 1989.
- Rađanje Hrvatske, Split, 1992.
- Iskušenje slobode: kako je pohlepa pojela srce, Split, 1997.
- Muke po Daytonu, Mostar, 1999.
- Sudbonosci: politički presjek Hrvatske 20. stoljeća, Split, 2000., (2. izd. Split, 2001.)
- Život po protokolima: prilog anatomiji hrvatske (samo)destrukcije, Split, 2002.
- Lijepa naša kolonijo, Split, 2006.
- Hrvatsku mi moju..., Zagreb, 2011.
- Memento: kratka povijest hrvatskog mučeništva–Suprotiva: kritička kronika političke svakodnevnice (2010. – 2014.), Split, 2014. ↓1

Suautor je u zbornicima:
- Hrvatska trajno neutralna država, (prir. Miljenko Jerneić), Osijek, 2004.
- Andrija Šimić - izuzetna pojava među hajducima: zbornik radova sa znanstvenog skupa "Hajduk Andrija Šimić i njegovo doba", održanog 11. studenoga 1995. u Imotskom, (ur. Ivan Mimica, Mijo Milas), Split, 2005.
- Hrvatska i Zapadni Balkan: rasprave o suverenitetu, nacionalnom identitetu i vanjskoj politici, (ur. Miroslav Tuđman, Mate Ljubičić), Zagreb, 2007.
- Hrvatska nakon dvadeset godina - kako dalje?: rasprave o sadašnjosti i budućnosti Hrvatske, (ur. Miroslav Tuđman), Zagreb, 2010.
- Croatian generals are not guilty, Zagreb, 2011.

## Nagrade i priznanja
- 1990.: nagrada HND Zlatno pero[19]
- 1993.: nagrada HND Zlatno pero[19]
- 2013.: nagrada grada Splita, za životno djelo